# رودولف دوالا
رودولف دوالا (بالفرنسية: Roudolphe Douala)‏، من موالييد 25 سبتمبر 1978 في دوالا في الكاميرون، لاعب كرة قدم كاميروني.
بدأ مسيرته الكروية مع نادي سبورتنغ لشبونة البرتغالي، وفي عام 2006 انتقل إلى نادي بورتسموث الإنجليزي.
و قد لعب مع منتخب الكاميرون لكرة القدم.

## روابط خارجية
- رودولف دوالا على موقع الاتحاد الدولي (مؤرشف)  (الإنجليزية)
- رودولف دوالا على موقع قاعدة بيانات كرة القدم.إي يو (الإنجليزية)
- رودولف دوالا على موقع ليكيب (الفرنسية)
- رودولف دوالا على موقع ناشيونال فوتبول تيمز (الإنجليزية)
- رودولف دوالا على موقع Soccerbase.com (لاعب) (الإنجليزية)
- رودولف دوالا على موقع Soccerway.com (الإنجليزية)
- رودولف دوالا على موقع عالم كرة القدم.نت (الإنجليزية)
- رودولف دوالا على موقع كووورة